# Peter Alexander
Peter Alexander, nume la naștere Peter Alexander Ferdinand Maximilian Neumayer (n. 30 iunie 1926, Viena, Republica Austriacă – d. 12 februarie 2011, Viena, Austria) a fost un cântăreț, actor, pianist și parodiant austriac. În perioada 1950 - 1980, a fost unul dintre cei mai populari artiști de limbă germană.

## Date generale
Născut în 1926 în Viena ca fiul funcționarului de bancă Anton Neumayer și al Berthei, fiica unui comerciant de instrumente muzicale, deja din timpul școlii Peter juca în parodii. Examenul de bacalaureat l-a luat în 1944 în orașul Znaim, azi Znojmo. În același an se prezintă ca voluntar la marină. În 1945 este luat prizonier de către britanici. În lagăr a început să exerseze seara înclinațiile sale de cântăreț și actor. Întors la Viena studiază actoria, în ciuda voinței părinților, care doreau să devină medic. Învață autodidact să cânte la pian, idolul lui fiind Frank Sinatra. Primul lui disc muzical apare în 1951 sub titlul „Das machen nur die Beine von Dolores“. Peter Alexander cântă mai multe șlagăre și arii din operete înregistrate la casa de discuri „Polydor”. Ulterior a început să joace diferite roluri în filme muzicale ca: "Im weißen Rößl" (1960) sau să modereze emisiuni TV.
În 1952 se căsătorește cu actrița Hildegarde Haagen (1922–2003), care a fost impresara lui. După moartea soției sale în 2003, Peter Alexander s-a retras din viața publică.

## Filmografie
| Anul | Film                                                              | Regie                                           | Rol                                                                  | Cameo |
| ---- | ----------------------------------------------------------------- | ----------------------------------------------- | -------------------------------------------------------------------- | ----- |
| 1948 | Der Engel mit der Posaune                                         | Karl Hartl                                      | musafir                                                              | Cameo |
| 1952 | Verlorene Melodie                                                 | Eduard von Borsody                              | Pianist                                                              |       |
| 1952 | Königin der Arena                                                 | Rolf Meyer                                      | cântăreț                                                             |       |
| 1953 | Salto Mortale                                                     | Viktor Tourjansky                               | cântăreț                                                             |       |
| 1953 | Die süßesten Früchte                                              | Franz Antel                                     | cântăreț                                                             |       |
| 1953 | Drei von denen man spricht                                        | Axel von Ambesser                               |                                                                      |       |
| 1954 | Rosen aus dem Süden                                               | Franz Antel                                     | cântăreț *                                                           |       |
| 1954 | Verliebte Leute                                                   | Franz Antel                                     | .muzician Karl Munk                                                  |       |
| 1954 | Große Starparade                                                  | Paul Martin                                     | cântăreț                                                             | Cameo |
| 1955 | Liebe, Tanz,1000 Schlager                                         | Paul Martin                                     | cântăreț Peter Alexander                                             |       |
| 1956 | Musikparade                                                       | Géza von Cziffra                                | cântăreț Peter Martin                                                |       |
| 1956 | Bonjour Kathrin                                                   | Karl Anton                                      | student Pierre                                                       |       |
| 1956 | Ein Mann muß nicht immer schön sein                               | Hans Quest                                      | cântăreț Peter Moll                                                  |       |
| 1956 | Kirschen in Nachbars Garten                                       | Erich Engels                                    | cântăreț *                                                           |       |
| 1957 | Liebe, ,Übermut                                                   | Erik Ode                                        | cântăreț Peter Hagen                                                 |       |
| 1957 | Das haut hin                                                      | Géza von Cziffra                                | student, artist,cântăreț Toni Matthis                                |       |
| 1957 | Die Beine von Dolores                                             | Géza von Cziffra                                | cântăreț                                                             | Cameo |
| 1958 | Münchhausen in Afrika                                             | Werner Jacobs                                   | Musik.maestru Peter von Münchhausen                                  |       |
| 1958 | Wehe, wenn sie losgelassen                                        | Géza von Cziffra                                | .muzician Peter Holunder                                             |       |
| 1958 | So ein Millionär hat’s schwer                                     | Géza von Cziffra                                | milionar Edward Collins                                              |       |
| 1959 | Peter schießtVogel ab                                             | Géza von Cziffra                                | portar Peter Schatz                                                  |       |
| 1959 | Schlag auf Schlag                                                 | Géza von Cziffra                                | funcționar Hugo Bartels                                              |       |
| 1959 | Ich bin kein Casanova                                             | Géza von Cziffra                                | student,Butler Peter Keller                                          |       |
| 1959 | Salem Aleikum cunoscut ca: Mein ganzes Leben ist Musik            | Géza von Cziffra                                | .maestru,hobby.muzician Peter Karmann                                |       |
| 1960 | Kriminaltango                                                     | Géza von Cziffra                                | gazdă Peter Martens                                                  |       |
| 1960 | Ich zähle täglich meine Sorgen                                    | Paul Martin                                     | Modeschöpfer Peter Hollmann                                          |       |
| 1960 | Im weißen Rößl                                                    | Werner Jacobs                                   | Oberkeller Leopold Brandmeyer                                        |       |
| 1961 | Saison in Salzburg cunoscut ca: Wenn der Toni mit der Vroni       | Franz Josef Gottlieb                            | Kellner Heinz Doll                                                   |       |
| 1961 | Die Abenteuer des Grafen Bobby                                    | Géza von Cziffra                                | Graf Bobby (Robert) Pinelski                                         |       |
| 1962 | Liliacul                                                          | Géza von Cziffra                                | Syndikus Dr. Gabriel Eisenstein                                      |       |
| 1962 | Văduva veselă                                                     | Werner Jacobs                                   | Playboy Danilo                                                       |       |
| 1962 | Hochzeitsnacht im Paradies                                        | Paul Martin                                     | cântăreț Dr. Ulrich Hansen                                           |       |
| 1962 | Das süße Leben des Grafen Bobby                                   | Géza von Cziffra                                | Graf Bobby (Robert) Pinelski                                         |       |
| 1963 | Charleys Tante                                                    | Géza von Cziffra                                | diplomat Dr. Otto Wilder                                             |       |
| 1963 | Der Musterknabe                                                   | Werner Jacobs                                   | director Dr. Fritz Geyer                                             |       |
| 1963 | Schwejks Flegeljahre                                              | Wolfgang Liebeneiner                            | măcelar Josef Schwejk                                                |       |
| 1964 | Hilfe, meine Braut klaut                                          | Werner Jacobs                                   | Werbegrafiker Valentin Haase                                         |       |
| 1964 | Und sowas muß um 8 ins Bett                                       | Werner Jacobs                                   | .profesor Dr. Eduard Frank                                           |       |
| 1965 | Das Liebeskarussell                                               | Axel von Ambesser Rolf Thiele Alfred Weidenmann | Peter Sommer                                                         |       |
| 1965 | Contele Bobby, spaima vestului sălbatic                           | Paul Martin                                     | Graf Bobby (Robert) Pinelski                                         |       |
| 1966 | Bel Ami 2000 oder Wie verführt man einen Playboy?                 | Michael Pfleghar                                | Peter Knolle                                                         |       |
| 1968 | Zum Teufel mit der Penne Episod 2 din: Die Lümmel von der n Bank  | Werner Jacobs                                   | reporter Dr. Peter Roland, .locțiitor.maestru Dr. Wilhelm-Maria Tell |       |
| 1969 | Hurra, die Schule brennt! Episod 4 din: Die Lümmel von der n Bank | Werner Jacobs                                   | .pedagog Dr. Peter Bach                                              |       |
| 1972 | Hauptsache Ferien                                                 | Peter Weck                                      | .maestru Dr. Peter Markus                                            |       |

## Discografie

### Numărul unu pe lista Single-Hitparade  din Germania
- Der Mond hält seine Wacht, 1955
- Eventuell, Eventuell, 1955
- Ich weiß, was dir fehlt, 1956
- Verbotene Träume, 1967
- Der letzte Walzer, 1967
- Delilah, 1968
- Liebesleid, 1969